# Dagán
Pour les articles homonymes, voir Dagan.
Dagán est un évêque irlandais actif en Angleterre au début du VIIe siècle.

## Biographie
Dagán est cité dans une lettre de l'archevêque Laurent de Cantorbéry adressée aux évêques et abbés d'Irlande pour les convaincre d'adopter la méthode romaine du calcul de la date de Pâques. Laurent indique que Dagán, récemment arrivé dans le royaume de Kent, a refusé de partager le toit et le repas des membres de la mission grégorienne,. Ce refus pourrait correspondre à une forme d'excommunication mentionnée dans certains textes de loi irlandais.
La lettre de Laurent est préservée dans l'Histoire ecclésiastique du peuple anglais de Bède le Vénérable (achevée en 731), qui n'en donne cependant pas la date. Elle pourrait avoir été rédigée à n'importe quel moment entre l'accession de Laurent à l'archiépiscopat (un événement dont la date précise est également inconnue, mais située entre 604 et 609) et la mort du roi Æthelberht de Kent, en 616, qui marque le début d'une réaction païenne contre la mission grégorienne. La date de la rencontre entre Dagán et les missionnaires romains est également inconnue. Elle pourrait avoir pris place avant que Laurent ne devienne archevêque.
Outre la lettre de Laurent, Dagán est également mentionné dans les annales irlandaises, ainsi que dans une liste d'évêques figurant dans le Livre de Leinster. D'après ces textes, il serait mort vers 640. Le missel de Stowe et le Martyrologe de Tallaght, deux textes datant de 830 environ, affirment qu'il est considéré comme un saint et fêté le 12 mars. D'autres martyrologes placent sa fête le 13 septembre, ce qui pourrait refléter une confusion entre deux individus portant le nom de Dagán.